# 林明輝
林 明輝（はやし あきてる）は、日本の漫画家。群馬県高崎市出身。2000年、「モーニング」の第8回MANGA OPENで大賞を受賞してデビュー。漫画家になる前は博報堂でデザイナーをしていた。
『Big Hearts』のボクシング、『ラーメン食いてぇ!』の麺に関する描写など、作品のモチーフに関するリアリティのある描写が持ち味。
2018年、映画『ラーメン食いてぇ!』が全国公開。

## 作品リスト
- Big Hearts ジョーのいない時代に生まれて　（モーニング／2000年、2002 - 2004年）　全3巻
- ラーメン食いてぇ!　（講談社コミックプラス／2014年）　上下巻
  - 作者の実家がラーメン屋を営んでおり、本作に登場するラーメン店「清蘭」の元ネタとなっている[3]。
  - 読み切り「宇宙人かよ!」「傘がない!!」収録